# Celebration (Madonna)
Celebration is een nummer van de Amerikaanse zangeres Madonna, dat op 31 juli 2009 werd uitgebracht als single. Het nummer is de voorloper van het gelijknamige verzamelalbum dat op 28 september uitkwam. De tekst van Celebration is geschreven door Madonna.
In maart 2009 werd officieel bekendgemaakt dat Madonna aan enkele nieuwe nummers werkte, voor het derde te verschijnen verzamelalbum van de zangeres. Op verschillende websites werd gesproken over de nummers Celebrate en Revolver. In juli werd door platenmaatschappij Warner Music bekendgemaakt dat vanaf 3 augustus 2009 de single Celebration op de radio te horen zou zijn. Op 30 juli lekte de single echter al uit, waardoor verschillende radiostations deze al gingen draaien. Zo behandelde Radio 538 Celebration die avond in de rubriek Maak 't of Kraak 't, waar 82,8 procent van de luisteraars het goedkeurde. Hierop besloot Warner Music de single de volgende dag versneld digitaal uit te brengen. Op 31 juli werd de single door Radio 538 meteen uitgeroepen tot Alarmschijf.
Madonna heeft de tekst geschreven en heeft het nummer samen met Paul Oakenfold, met wie Madonna al langer samenwerkt, geproduceerd. Het lied wordt gecategoriseerd als een mix tussen pop en dance met techno en electro invloeden. In week 33 kwam de single op basis van downloads en airplay binnen op nummer 17 in de Nederlandse Top 40. Eerder kwam het op nummer 2 in de Single Top 100 binnen. In verschillende andere landen is de single ook al doorgedrongen tot de hitlijsten. Op 11 september verschenen de verschillende cd-singles en de picture disc van Celebration met remixes van onder meer Paul Oakenfold en Benny Benassi.
Op 1 september vond de wereldpremière van de videoclip van de single plaats. In de videoclip is Madonna dansend te zien, afgewisseld met dansers van haar Sticky & Sweet Tour. Halverwege de clip is Madonna zoenend met haar vriend Jezus Luz te zien. Vlak voor het eind is Madonna's dochter Lourdes dansend te zien. De videoclip is geregisseerd door Jonas Åkerlund, met wie Madonna al vaker samenwerkte.
Celebration werd opgevolgd door een singlerelease van het andere nieuwe nummer op het verzamelalbum: Revolver.

## Hitnotering
| "Celebration" in de Nederlandse Top 40 - binnen: 15-08-2009 | "Celebration" in de Nederlandse Top 40 - binnen: 15-08-2009 | "Celebration" in de Nederlandse Top 40 - binnen: 15-08-2009 | "Celebration" in de Nederlandse Top 40 - binnen: 15-08-2009 | "Celebration" in de Nederlandse Top 40 - binnen: 15-08-2009 | "Celebration" in de Nederlandse Top 40 - binnen: 15-08-2009 | "Celebration" in de Nederlandse Top 40 - binnen: 15-08-2009 | "Celebration" in de Nederlandse Top 40 - binnen: 15-08-2009 | "Celebration" in de Nederlandse Top 40 - binnen: 15-08-2009 | "Celebration" in de Nederlandse Top 40 - binnen: 15-08-2009 | "Celebration" in de Nederlandse Top 40 - binnen: 15-08-2009 | "Celebration" in de Nederlandse Top 40 - binnen: 15-08-2009 | "Celebration" in de Nederlandse Top 40 - binnen: 15-08-2009 | "Celebration" in de Nederlandse Top 40 - binnen: 15-08-2009 | "Celebration" in de Nederlandse Top 40 - binnen: 15-08-2009 |
| Week                                                        | 1                                                           | 2                                                           | 3                                                           | 4                                                           | 5                                                           | 6                                                           | 7                                                           | 8                                                           | 9                                                           | 10                                                          | 11                                                          | 12                                                          | 13                                                          |                                                             |
| ----------------------------------------------------------- | ----------------------------------------------------------- | ----------------------------------------------------------- | ----------------------------------------------------------- | ----------------------------------------------------------- | ----------------------------------------------------------- | ----------------------------------------------------------- | ----------------------------------------------------------- | ----------------------------------------------------------- | ----------------------------------------------------------- | ----------------------------------------------------------- | ----------------------------------------------------------- | ----------------------------------------------------------- | ----------------------------------------------------------- | ----------------------------------------------------------- |
| Nummer                                                      | 17                                                          | 7                                                           | 6                                                           | 6                                                           | 6                                                           | 9                                                           | 9                                                           | 10                                                          | 10                                                          | 11                                                          | 15                                                          | 19                                                          | 29                                                          | uit                                                         |

| "Celebration" in de Vlaamse Ultratop 50 - binnen: 08-08-2009 | "Celebration" in de Vlaamse Ultratop 50 - binnen: 08-08-2009 | "Celebration" in de Vlaamse Ultratop 50 - binnen: 08-08-2009 | "Celebration" in de Vlaamse Ultratop 50 - binnen: 08-08-2009 | "Celebration" in de Vlaamse Ultratop 50 - binnen: 08-08-2009 | "Celebration" in de Vlaamse Ultratop 50 - binnen: 08-08-2009 | "Celebration" in de Vlaamse Ultratop 50 - binnen: 08-08-2009 | "Celebration" in de Vlaamse Ultratop 50 - binnen: 08-08-2009 | "Celebration" in de Vlaamse Ultratop 50 - binnen: 08-08-2009 | "Celebration" in de Vlaamse Ultratop 50 - binnen: 08-08-2009 | "Celebration" in de Vlaamse Ultratop 50 - binnen: 08-08-2009 | "Celebration" in de Vlaamse Ultratop 50 - binnen: 08-08-2009 | "Celebration" in de Vlaamse Ultratop 50 - binnen: 08-08-2009 | "Celebration" in de Vlaamse Ultratop 50 - binnen: 08-08-2009 | "Celebration" in de Vlaamse Ultratop 50 - binnen: 08-08-2009 | "Celebration" in de Vlaamse Ultratop 50 - binnen: 08-08-2009 | "Celebration" in de Vlaamse Ultratop 50 - binnen: 08-08-2009 | "Celebration" in de Vlaamse Ultratop 50 - binnen: 08-08-2009 | "Celebration" in de Vlaamse Ultratop 50 - binnen: 08-08-2009 |
| Week                                                         | 1                                                            | 2                                                            | 3                                                            | 4                                                            | 5                                                            | 6                                                            | 7                                                            | 8                                                            | 9                                                            | 10                                                           | 11                                                           | 12                                                           | 13                                                           | 14                                                           | 15                                                           | 16                                                           | 17                                                           |                                                              |
| ------------------------------------------------------------ | ------------------------------------------------------------ | ------------------------------------------------------------ | ------------------------------------------------------------ | ------------------------------------------------------------ | ------------------------------------------------------------ | ------------------------------------------------------------ | ------------------------------------------------------------ | ------------------------------------------------------------ | ------------------------------------------------------------ | ------------------------------------------------------------ | ------------------------------------------------------------ | ------------------------------------------------------------ | ------------------------------------------------------------ | ------------------------------------------------------------ | ------------------------------------------------------------ | ------------------------------------------------------------ | ------------------------------------------------------------ | ------------------------------------------------------------ |
| Nummer                                                       | 34                                                           | 4                                                            | 8                                                            | 11                                                           | 15                                                           | 11                                                           | 8                                                            | 6                                                            | 8                                                            | 12                                                           | 13                                                           | 18                                                           | 23                                                           | 24                                                           | 31                                                           | 43                                                           | 50                                                           | uit                                                          |